# Tycho Brahe (cráter marciano)

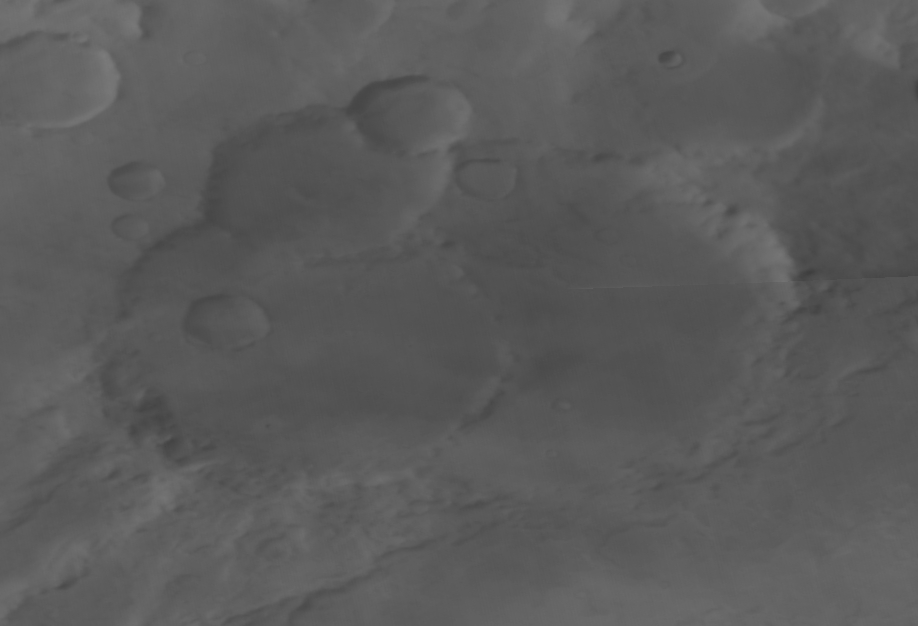
Imagen Tycho Brahe tomada por el Mars Global Surveyor

Tycho Brahe es un cráter  del planeta Marte, nombrado en honor del astrónomo danés Tycho Brahe (1546-1601). Está localizado en el hemisferio Cerberus, alrededor de las coordenadas 49.8° sur y 213.9° oeste, en una área al sur del cráter Martz y al este de Hellas Planitia. Mide aproximadamente 105 kilómetros de diámetro, y el nombre fue adoptado por la UAI en 1973.
El cráter está cruzado por la escarpadura Eridania Scopulus. Otros cráteres cercanos reseñables son Huggins al este y Vinogradsky más al sur.

## ¿Por qué los cráteres son importantes?
La densidad de cráteres de impacto suele determinar la edad de la superficie de distintas zonas de Marte y de otros cuerpos del sistema solar. Cuanto más vieja es la superficie, mayor presencia de cráteres. La morfología de los cráteres puede revelar la presencia de hielo en el terreno.
El área alrededor de los cráteres puede ser rica en minerales. Sobre la superficie de Marte, el calor de los impactos funde el hielo del subsuelo. El agua procedente del hielo fundido disuelve los minerales, y después los deposita en las grietas o las fallas producidas por el impacto. Este proceso, llamado alteración hidrotermal, es una forma importante mediante la que se generan depósitos de menas metálicas. El área alrededor de los cráteres marcianos puede ser rica en menas útiles para la futura colonización del planeta.